# Perxylobates vermiseta
Perxylobates vermiseta är en kvalsterart som först beskrevs av Balogh och Sandór Mahunka 1968.  Perxylobates vermiseta ingår i släktet Perxylobates och familjen Protoribatidae. Inga underarter finns listade i Catalogue of Life.